# マリア・フランシスカ・デ・サレス・ポルトカレッロ
マリア・フランシスカ・デ・サレス・パラフォクス・ポルトカレッロ・イ・キルクパトリック（María Francisca de Sales Palafox Portocarrero y Kirkpatrick, 1825年1月29日 - 1860年9月16日）は、スペインの貴族女性。アルバ公爵夫人。より一般的にはパカ・デ・アルバ（Paca de Alba）の呼び名で知られた。フランス皇后ウジェニー・ド・モンティジョの姉。

## 生涯
モンティホ伯爵シプリアーノ・パラフォクス・イ・ポルトカレッロとその妻マリア・マヌエラ・キルクパトリックの間の長女として生まれた。両親の移住によりフランスで育ち、1839年に父が死ぬとスペインに戻る。母は2人の娘たちを名家に縁付けようと奔走した。アルカニセス侯爵夫人は、自分の息子セスト公爵に姉妹をマドリードの貴族社交界に紹介する役目を担わせたが、その結果、セスト公はパカに恋をした。パカは彼の愛に報いなかったが、2人はパカの結婚後も友人であり続けた。セスト公はパカに近づくため、彼女の妹エウヘニア（ウジェニー）と親しくなったが、エウヘニアがセスト公に恋してしまった。セスト公の本心に気付いたエウヘニアは傷心のあまり、リンを牛乳と一緒に飲んで自殺を図っている。
父の死後にその長女として、第16代ペニャランダ・ディ・ドゥエロ公爵、第10代バルデラバノ侯爵、第17代ビジャヌエバ・デル・フレスノ侯爵、第17代バルカロッタ侯爵、第13代ラ・アルガバ侯爵、第15代ラ・バニェーザ伯爵、第15代ミラージョ侯爵、第14代バルドゥンキージョ侯爵、第9代モンティホ伯爵、第19代ミランダ・デル・カスタニャル伯爵、第8代フエンティドゥエニャ伯爵、第13代カサルビオス・デル・モンテ伯爵、第20代サン・エステバン・デ・ゴルマス伯爵、第18代パラシオス・デ・ラ・バルドゥエルナ子爵の爵位を相続した。1848年2月14日、パカが第15代アルバ公爵ハコポ・フィツ＝ハメス・ストゥアルト・イ・ベンティミーリアと結婚すると、彼女のもつ全ての爵位はアルバ公爵家に属するものとなった。公爵夫妻は3人の子女をもうけた。
- カルロス・マリア・フィツ＝ハメス・ストゥアルト・イ・パラフォクス（1849年 - 1901年） - 第16代アルバ公爵
- マリア・デ・ラ・アスンシオン・フィツ＝ハメス・ストゥアルト・イ・パラフォクス（1851年 - 1927年） - 第3代ガリエスト女公爵、第4代タマメス公爵ホセ・メシア・パンド（マドリード市長を務めた）と結婚
- マリア・ルイサ・フィツ＝ハメス・ストゥアルト・イ・パラフォクス（1853年 - 1876年） - 第14代モントーロ女公爵、第14代メディナセリ公爵ルイス・フェルナンデス・デ・コルドバと結婚

パカはマリア・ルイサ王妃勲章の受章者だった。1859年、パカは病にかかり、結核と診断された。が、彼女の症状から、本当の病名は白血病だったと現在では推測されている。妹ウジェニー皇后はパカをマドリードから連れ出してパリで最新医療を受けさせようと、アリカンテに自分の専用ヨットを差し向けた。パカは（娘の病状の重さに気付いていない）母マヌエラと付き添いの医師1名に伴われてパリに到着したものの、治療の甲斐なく翌1860年には亡くなった。葬儀がパリのマドレーヌ教会で執り行われた後、遺骸はマドリードに移送された。マドリードでは、当時同市の市長を務めていた友人セスト公爵の主催により埋葬式が行われ、故人の生前の意思を尊重し、サンタ・マリア・ラ・アンティグア修道院に埋葬された。パカの遺骸はその後、アルバ公爵家の墓所であるロエチェスのインマクラーダ・コンセプション修道院に改葬され、現在に至っている。